# Radical 27
El radical 27, representado por el carácter Han 厂, es uno de los 214 radicales del diccionario de Kangxi. En mandarín estándar es llamado 厂部　(chǎng bù), en japonés es llamado 厂部, かんぶ　(kanbu), y en coreano 한 (han). Es llamado en los textos occidentales «radical “acantilado”».
El radical «acantilado» aparece siempre rodeando la parte superior e izquierda de los caracteres (por ejemplo, en 厘).

## Nombres populares
- Mandarín estándar: 偏厂, piān chǎng; 厂字头, chǎng zì tóu, «parte de arriba de “fábrica”» (el símbolo para «fábrica» original es 廠 —chǎng—; 厂 es una simplificación de este símbolo).
- Coreano: 민엄호부, min eomho bu «radical 广 sin decoración».
- Japonés: 雁垂れ（がんだれ）, gandare, «parte colgante de 雁 (pato salvaje)».[1]
- En occidente: radical «acantilado».

## Caracteres con el radical 27
| trazos | carácter          |
| ------ | ----------------- |
| + 0    | 厂                |
| + 2    | 厃 厄 厅 历       |
| + 3    | 厇 厈 厉          |
| + 4    | 厊 压 厌          |
| + 5    | 厍 厎 厏 厐 厑    |
| + 6    | 厒 厓 厔 厕       |
| + 7    | 厖 厗 厘 厙 厚 厛 |
| + 8    | 厜 厝 厞 原       |
| + 9    | 厠 厡 厢 厣 厩    |
| + 10   | 厤 厥 厦 厧 厨    |
| + 11   | 厪 厫             |
| + 12   | 厬 厭 厮 厯 厰    |
| + 13   | 厱 厲             |
| + 17   | 厴                |
| + 28   | 厵                |

## Galería
| Estilos antiguos                                 | Estilos antiguos                  | Estilos antiguos                        | Estilos antiguos                   | Estilos antiguos                   | Estilos empleados actualmente       | Estilos empleados actualmente  | Estilos empleados actualmente    | Estilos empleados actualmente   | Estilos empleados actualmente  |
|                                                  |                                   |                                         |                                    |                                    |                                     | 厂                             |                                  |                                 |                                |
| 甲骨文 jiǎgǔwén (escritura de huesos oraculares) | 金文 jīnwén (escritura de bronce) | 简帛 jiǎnbó (escritura de bambú y seda) | 篆文 zhuànwén (escritura de sello) | 篆文 zhuànwén (escritura de sello) | 隸書 lìshū (estilo de los escribas) | 楷書 kǎishū (estilo regular)   | 楷書 kǎishū (estilo regular)     | 行書 xǐngshū (estilo corriente) | 草書 cǎoshū (estilo de hierba) |
| 甲骨文 jiǎgǔwén (escritura de huesos oraculares) | 金文 jīnwén (escritura de bronce) | 简帛 jiǎnbó (escritura de bambú y seda) | 大篆 dàzhuàn (sello grande)        | 小篆 xiǎozhuàn (sello pequeño)     | 隸書 lìshū (estilo de los escribas) | 繁體／繁体 fántǐ (tradicional) | 简体／簡體 jiǎntǐ (simplificado) | 行書 xǐngshū (estilo corriente) | 草書 cǎoshū (estilo de hierba) |